# ConstruirAcier
ConstruirAcier est une association regroupant tous les acteurs de la filière acier dont le but est de promouvoir en France l'utilisation de l'acier dans les constructions. Elle représente les entreprises des sidérurgistes jusqu'aux constructeurs métalliques en passant par les distributeurs de métaux ainsi que le centre technique industriel de la construction métallique.

## Description
Cet organisme est créé en 1928 sous le nom de l'Office des Techniques d'Utilisation de l'Acier  ou office technique pour l'utilisation de l'acier, plus communément appelé OTUA et change de dénomination en mai 2008 pour devenir ConstruirAcier.
Il organise notamment depuis 2015 les Trophées Eiffel d'architecture acier dédiés aux architectes, aux bureaux d'études et aux maîtres d'ouvrage, afin de valoriser la pertinence de l'utilisation des aciers dans la construction.
L'association intervient en particulier dans trois champs d'action :
- auprès des architectes, des bureaux d'études et des maîtres d'ouvrage pour faire connaître les atouts de l'acier dans la construction, notamment par l'organisation de conférences et de visites de chantiers ;
- auprès des enseignants et des étudiants afin de soutenir l'enseignement de la construction acier ;
- auprès des acteurs de la construction pour favoriser les bonnes pratiques de fabrication et de mise en œuvre.